# Minh Vương (ca sĩ sinh 1984)
Trần Trương Minh Vương (sinh ngày 21 tháng 12 năm 1984), thường được biết tới đơn giản là Minh Vương (hay còn gọi là Minh Vương M4U) là nam ca sĩ và nhạc sĩ nhạc trẻ của Việt Nam, có sở trường về nhạc pop ballad.

## Tiểu sử
Minh Vương sinh ngày 21 tháng 12 năm 1984 tại Hà Nội. Anh từng là sinh viên của trường Cao đẳng Nghệ thuật Hà Nội, khoa Guitar cổ điển. Trong thời gian học ở đây, Minh Vương đã lập nhóm nhạc 8X với vai trò dàn dựng phối bè và mixer cùng với Bằng Cường và Tô Minh Đức, rồi sau đó là nhóm M4U cùng với Đinh Mạnh Ninh, Trần Hồng Dương, Nguyễn Mạnh Duy...

## Sự nghiệp

### M4U
M4U là một nhóm nhạc nam Việt Nam thành lập năm 2007 với 5 thành viên ban đầu, gồm 3 thành viên hiện tại: Minh Vương, Đinh Mạnh Ninh và Trần Hồng Dương. Tên M4U được lấy ý tưởng từ "Music For U (Muzik For U)", ban nhạc gồm 5 thành viên cùng sở thích và sở trường âm nhạc. Hoạt động một thời gian, nhóm quyết định tan rã để mỗi thành viên đi hát riêng, trưởng nhóm Minh Vương chia sẻ: "Tư tưởng của tôi là để cho các thành viên có thể thỏa sức. Bởi tôi biết nhóm nhạc chỉ là đam mê thôi, còn để kiếm sống được bằng nhóm nhạc là rất khó bởi có thể nhóm được mời đi diễn ở các show, các chương trình lớn nhưng lại rất thưa. Ban tổ chức có thể mời một nhóm nhạc khác chứ không phải M4U, đó là lý do các thành viên cũng phải tách ra solo để có kế sinh nhai của riêng mình". Đôi khi một số thành viên thỉnh thoảng ra bài hát mới và tham gia chương trình cùng nhau.

### Hiện tại
Năm 2008, ca khúc "Mưa" do anh sáng tác giành giải thưởng "Bài hát được yêu thích nhất" tháng 6 do khán giả bình chọn, tuy nhiên ban giám khảo sau đó phát hiện ra giai điệu ca khúc này lấy cắp từ ca khúc Nhật "Aitai" (hay "Want to love you") của Se7en. Bài hát sau đó bị loại khỏi chương trình.
Năm 2010, Minh Vương ra hoạt động solo qua ca khúc "Nhớ em", là sản phẩm do chính anh sáng tác. "Nhớ em" được Minh Vương viết khoảng một năm trước nhưng đến nay mới xong, anh chia sẻ: "Thực ra Minh Vương chỉ muốn sáng tác và để dành đó vì mỗi sáng tác của Vương là hoàn toàn từ cảm xúc thật và nó như nhật ký, ghi lại khoảnh khắc của từng thời điểm tâm trạng lúc đó của Vương. Ban đầu bài hát chỉ mới ở dạng demo piano và Vương cũng không muốn phối khí và thu âm bài này vì mục đích ban đầu chỉ là lưu giữ kỷ niệm. Tuy nhiên, một vài người bạn, người em thân thiết đã động viên cũng như "ép" Vương ra mắt sản phẩm này một cách hoàn chỉnh nhất. Và hơn thế nữa, trong thời điểm các thành viên trong nhóm đều bận rộn công việc cá nhân, máu nghệ sĩ lại nổi lên và thế là Vương quyết định tung ra Nhớ em để thỏa đam mê của mình". Anh cũng được chú ý qua nhiều ca khúc nhạc phim như: Vệt nắng cuối trời hay Đi qua bóng tối, v.v...
Cuối năm 2011, Minh Vương phát hành mini-album Nỗi nhớ mang tên em để dành tặng cho khán giả sau loạt đĩa đơn ra mắt trước đó. Bài hát trong album là "Nỗi đau xót xa" đã trở thành ca khúc hit và mang về cho anh giải thưởng Top 10 ca khúc của năm tại Zing Music Awards 2011.
Tháng 8 năm 2012, Minh Vương ra mắt đĩa đơn mang tựa đề "Đừng làm anh đau", đây là một sáng tác được bộ đôi nhạc sĩ trẻ Chí Thành và Hoàng Bảo Nam viết riêng dành tặng cho anh. Ca khúc là sự kết hợp của Minh Vương và ca sĩ trẻ Emily trong phần MV của mình. Tiếp đến, Minh Vương sẽ hợp tác với giọng ca họa mi Thùy Chi trong ca khúc "Xóa tên anh".
Năm 2013, Minh Vương đã mạnh dạn đầu tư và ra mắt album Trả lại em hạnh phúc với ca khúc chủ đề cùng tên. Album gồm 5 ca khúc, trong đó 2 ca khúc do chính anh sáng tác là "Anh hứa yêu em" và "Trao trọn tình yêu", album nói về sự hòa trộn giữa những cảm xúc buồn giận lẫn vui tươi trong tình yêu. Tại buổi họp báo ra mắt album mới này, Minh Vương tâm sự: "Có lẽ khi nghe xong album Trả lại em hạnh phúc, khán giả sẽ thấy thấp thoáng đâu đó hình ảnh các mối tình đã qua của Minh Vương. Trong đó có đôi chút ưu phiền nhưng vẫn ngầm ẩn chứa thông điệp tình yêu mạnh mẽ, bởi nhân vật trong bài hát luôn có được sự dứt khoát trong cách yêu của mình, cho dù là người ra đi hay ở lại". Cuối tháng 8, Minh Vương ra mắt "Ký ức còn đâu" cùng nam ca sĩ Hồ Quang Hiếu, ca khúc được nhạc sĩ Lương Duy Thắng sáng tác, sau đó được nhà sản xuất Daniel Mastro phối lại bằng bản remix.
Năm 2014, anh đạt thành công với ca khúc "Anh nhớ em người yêu cũ", đây cũng là tác phẩm mới nhất của anh.
Năm 2015, Minh Vương ra mắt thêm hai album nữa là  Nỗi đau nhẹ nhàng và  Yêu thương muộn màng.

## Đời tư
Năm 2013, Minh Vương nhận hai anh em song sinh Hoàng Hữu Bảo An và Hoàng Hữu Trường An (tên thường gọi ở nhà là Tom và Tin) làm con nuôi, đây là con của cặp vợ chồng bạn thân anh. Minh Vương chia sẻ: "Từ nhỏ Tom và Tin đã rất yêu bóng đá và âm nhạc. Nếu sau này các bé muốn đi theo nghệ thuật thì Minh Vương sẵn sàng đào tạo và giúp đỡ các cháu trên con đường nghệ thuật". Đặc biệt, trong clip sắp tới của Minh Vương, anh sẽ cho hai đứa con của mình thử sức trước ống kính máy quay bằng một vai diễn nhỏ.
Ngày 12 tháng 3 năm 2014, Minh Vương chính thức tổ chức lễ cưới với bạn gái Lan Phương sau 7 năm hẹn hò tại Hà Nội. Lan Phương sinh năm 1986, hiện đang công tác tại Hà Nội. Cô cũng từng làm diễn viên phụ họa cho Minh Vương trong MV "Giáng sinh cuối". Trước đó vào năm 2012, Minh Vương được mời làm giám khảo cho cuộc thi Tìm kiếm Nữ sinh trong mơ, anh đã dẫn bạn gái đi cùng đến trường Đại học Hà Nội. Anh có một con trai và một con gái. Con gái anh là Trần Phương Viên 7 tuổi và con trai là Trần Phúc Minh 3 tuổi.

## Tác phẩm
- 2010: Nhớ em
- 2011: Nỗi nhớ mang tên em
- 2011: Nỗi đau xót xa
- 2012: Chỉ còn trong mơ
- 2012: Đừng làm anh đau
- 2012: Xóa tên anh (Single Album)
- 2012: Trong tim anh luôn có em (Single Album)
- 2012: Giáng sinh cuối (Single Album)
- 2013: Đừng làm anh khóc (Single Album)
- 2013: Hạnh phúc vỡ tan
- 2013: Nếu có quay về
- 2013: Ký ức còn đâu
- 2013: Mảnh ghép đã vỡ
- 2014: Anh nhớ em người yêu cũ
- 2015: Yêu thương muộn màng
- 2015: Nếu chỉ là trò chơi
- 2015: Giấc mơ nhẹ nhàng
- 2015: Nỗi đau nhẹ nhàng
- 2016: Chờ định mệnh mỉm cười
- 2017: Tìm nơi bình yên (Nhạc phim: Ngược chiều nước mắt)
- 2018: Chạm Đáy Nỗi Đau (Cover)
- 2018: Màu nước mắt (Cover)
- 2018: Mưa Mang Em Đi (Single Album)
- 2019: Tình thư (Single Album)
- 2019: Em Ơi Lên Phố (Single Album)
- 2020: Nghìn Trùng Cô Đơn (Single Album)
- 2020: Gió mùa thu năm ấy (Nhạc phim: Đừng bắt em phải quên)
- 2021: Sẽ mãi một tình yêu (Nhạc phim: Hương vị tình thân)
- 2021: có ai biết một ngày
- 2021: Mong ước bình thường
- 2021: Cafe đắng và mưa ft Hương Ly
- 2021: Mình lạc nhau muôn đời
- 2021: Tên con là Na
- 2021: Cám ơn vợ yêu
- 2022: Vẫn còn trai tốt (Nhạc phim Lối về miền hoa)
- 2022: Lối về miền hoa (Nhạc mở đầu phim Lối về miền hoa)
- 2022: Nỗi đau xót xa ft Dương Edward Nguyễn
- 2022: Một ngàn nỗi đau ft Văn Mai Hương
- 2022: Nhìn về phía em ft Đình Dũng
- 2022: Em lấy chồng ft Khắc Việt
- 2022: Người có còn thương ft Thương Võ
- 2022: Nếu không yêu sẽ không đau lòng
- 2023: Happy in love ft Ngọc Anh Thư (Nhạc phim Đừng làm mẹ cáu)
- 2023: Anh có đôi bàn tay
- 2023: Hãy để anh yên ft Đặng Tuấn Phương.
- 2023: Rất lâu rồi mới khóc ft Đặng Tuấn Phương
- 2024: Đường ngày mai ft Đặng Tuấn Phương
- 2024: Là gì của nhau
- 2024: Nhạc phim Vui lên nào anh em ơi
- 2024: Hãy để anh đi-cover
- 2024: Tình bạn sáng mãi(sinh nhật bạn thân)
- 2024: Tình anh em Hà Nội Hải Dương(tặng Hải Manly)
- 2025: Cầu vồng yêu thương ft Trần Quang Duy (nhạc phim Cầu vồng ở phía chân trời)

## Giải thưởng
- Đồng sáng tác bài hát "Hát cho màn đêm" (Bài hát Việt 5/2007).
- Giải bài hát Ấn Tượng và Giải bài hát của tháng cho "Giấc mơ bình yên" (Bài hát Việt 12/2007).[3]
- Ca khúc được yêu thích nhất tại Zing Music Awards 2011 cho "Nỗi đau xót xa".